# Charles Kynard
Charles Elliot Kynard (* 20. Februar 1933 in St. Louis; † 8. Juli 1979 in Los Angeles) war ein US-amerikanischer Kirchenorganist und Hammond-Orgel-Spieler (Soul-Jazz).

## Werdegang
Kynard, ein Neffe des Jazz-Saxophonisten Ben Kynard, war ein exzellenter Organist. Beruflich gebunden tourte er praktisch nicht und trotz seines Talents blieb er somit weitgehend unbekannt, da er einerseits ausschließlich in Los Angeles auftrat und nur relativ wenige Alben aufnahm. Tagsüber arbeitete er mit geistig behinderten Kindern, während der Nächte spielte er in verschiedenen Clubs in Los Angeles, und an den Sonntagen ging er seiner Beschäftigung als Kirchenorganist nach.
Kynard war der erste Musiker, der vom Produzenten Bob Porter für Prestige Records unter Vertrag genommen wurde.

## Diskografie
- 1963: Where It’s At (Pacific Jazz, PJ 72)
- 1968: Professor Soul (Prestige Records, PR 7599)
- 1969: The Soul Brotherhood (Prestige, PR 7630), mit Blue Mitchell (tp), Grant Green (git) u. a.
- 1969: Reelin’ with the Feelin’ (Prestige, PR 7688)
- 1970: Afro-Disiac (Prestige, PR 7796), mit Grant Green, Bernard Purdie u. a.
- 1970: Wa-Tu-Wa-Zui (Beautiful People) (Prestige, PR 7796; 1971), mit Melvin Sparks (git), Idris Muhammad/Bernard Purdie (dr) u. a.
- 1971: Charles Kynard (Mainstream Records, MRL 331)
- 1972: Woga (Mainstream, MRL 366)
- 1973: Your Mama Don’t Dance (Mainstream, MRL 389)
- 1999: Legends of Acid Jazz: Charles Kynard (Zusammenstellung der beiden 1970er Alben Afro-Disiac und Wa-Tu-Wa-Zui; Prestige Records)